# Karel Rottiers
Karel Rottiers (Bornem, 7 april 1953 – Sint-Amands, 2 juli 2024) was een Belgisch wielrenner. 
Hij reed onder meer vier seizoenen voor Molteni en won een etappe in de Ronde van Frankrijk in 1975. Rottiers overleed op 71-jarige leeftijd.

## Belangrijkste overwinningen
1975
3e etappe Ronde van Frankrijk

## Resultaten in voornaamste wedstrijden
| Jaar | Ronde van Italië | Ronde van Frankrijk | Ronde van Spanje |
| ---- | ---------------- | ------------------- | ---------------- |
| 1974 | 64e              |                     |                  |
| 1975 |                  | 60e (1)             |                  |
| 1976 | 76e              |                     |                  |
| 1977 |                  |                     |                  |

| Jaar | Milaan-San Remo | Gent-Wevelgem | Amstel Gold Race | Luik-Bast.‑Luik |
| ---- | --------------- | ------------- | ---------------- | --------------- |
| 1974 | 99e             | 86e           |                  | 13e             |
| 1975 |                 |               |                  |                 |
| 1976 |                 |               |                  |                 |
| 1977 |                 |               | 19e              |                 |